# 미라클맨 (2010년 영화)
《미라클맨》(영어: Sympathy for Delicious)은 2010년 공개된 미국의 영화이다.

## 출연

### 주연
- 마크 러팔로
- 올랜도 블룸
- 줄리엣 루이스
- 크리스토퍼 쏜턴

### 조연
- 로라 리니
- 존 캐럴 린치
- 노아 엠머리히
- 나단 웨더링튼
- 도브 타이펜버치
- 발레리 로스
- 다니엘 에스코바
- 다이아나 테라노바
- 브라이언 맥코이
- 로렐 아스트리
- 에린 웨이
- 카렌 진 벡
- 샌드라 시캣
- 밀리사 스코로
- 조지 W. 스콧
- 티파니 T. 타인즈
- 니코 니코테라
- 자와라
- 마이클 안소니 스패디
- 윌리 맥
- 마리코 덴더
- 마틴 샌탠더
- 알렉스 롤섹
- 베리 하비브
- 윌리엄 마이어스
- 돈 애버너시
- 밤바디언 밤바
- 리디아 브란코
- 마크 차이엣
- 리코 데버로스
- 래리 유덴
- 일레인 앤 펄스트
- 제랄드 가너
- 케빈 구처
- 안소니 제닝스
- 제프리 제임스 리폴드
- 프랭클린 룰
- 에릭 샤켈포드
- 라지브 샤
- 칼레티 윌리엄스

## 기타
- 공동제작: 앤드류 렌지
- 공동제작: 이스라엘 울프슨
- 라인프로듀서: 마이크 크로포드
- 협력프로듀서: 톰 펠레그리니
- 미술: 마이클 그래슬리
- 세트: 그레고리 S. 웹
- 의상: 에린 베내치
- 배역: 헤이디 르빗